# 遮断機

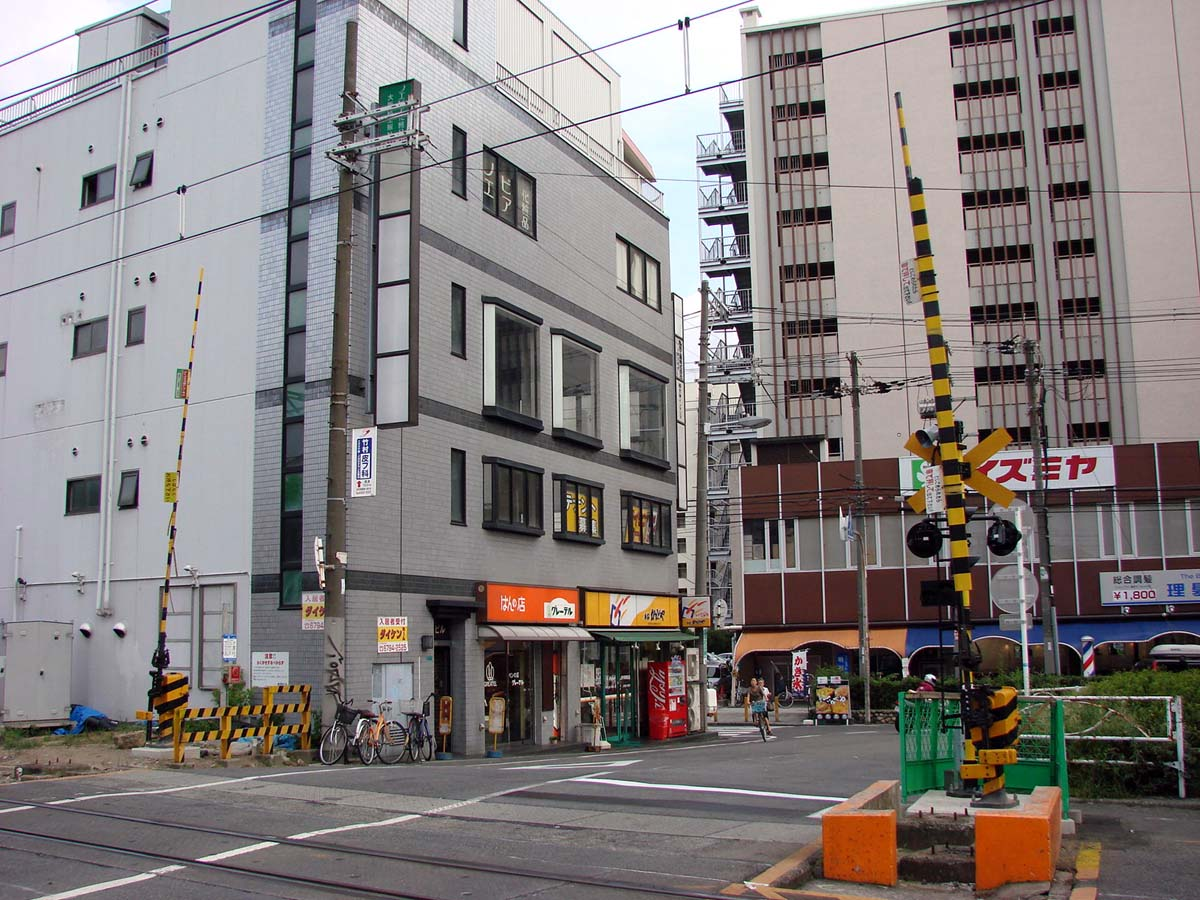
JR西日本の踏切遮断機（腕木式）。右側は大口遮断桿を採用。

遮断機（しゃだんき）とは、踏切などにおいて優先される交通を確保するためなどに用いられる通行を制限するための装置。有料道路の料金所や有料の駐車場で車両を一時停車させる場合や、大雨や落石等による通行止めが頻繁に発生する道路にも設置される（交通遮断機）が、ここでは鉄道用の遮断機（踏切遮断機）について説明する。

## 概要
踏切遮断機は遮断桿（かん）などで踏切内への自動車や歩行者などの進入を防ぐための装置である。踏切遮断機は大きく分けると手動式と電動式に分類でき、古くは踏切係員が手動で操作していた。また、電動機付の踏切遮断機が登場した後もその操作は踏切係員が行っていた。日本で自動化された踏切遮断機が登場するのは1958年（昭和33年）になってからである。
日本では踏切警報機とあわせて自動式がほとんどであるが、開閉を踏切警手が行うものや、踏切通行者が取り扱うものも存在する。
多くは遮断機内に電源スイッチ・電動機（モーター）ブレーキ装置・回路制御器・リレーなどを内蔵しており、停電などにより無電源となったときは自動的に遮断稈が降下するものと上昇するものがあり、これらは各社局により相違がある。また、電気素子記録も行っている。
遮断機は連続風速15m/sの中でも安全に遮断動作できる性能を有している。

## 種別

### 制御駆動方式
踏切遮断機の遮断桿は、警報開始直後では、踏切に進入した自動車などがそこから進出できるように、5-8秒でゆっくりと降下し、警報解除直後では、通行者や自動車などが早く踏切に進入できるように、4-5秒で早く上昇する仕組みとなっている。
踏切遮断機では遮断桿を作動させる電源の種類により直流形と交流形があり、直流形では直巻モーターとブラシレスモーターが使用され、蓄電池の設備がある踏切に使用されており、交流形では、誘導電動機が使用され、専用の高圧配電線の設備がある踏切に使用されている。
踏切遮断機内には、遮断桿を上昇位置または下降位置で保持するブレーキ装置と遮断桿が作動している時にいたずらや自動車の通行などによる拘束を受けた際にモーターを保護するためのフリクションクラッチが設けられており、モーターの回転力を2段の減速歯車と3段目にあるセクトーギアーと呼ばれる1/4円の歯車を介して遮断桿を駆動させる。遮断桿の動作においては、下降時では、上昇位置においてブレーキ装置によるブレーキが解除された後にモーターに電源が入り遮断桿が降下を開始する、下降位置になるとモーターの電源が遮断されてブレーキ装置によるブレーキが掛かり下降位置で保持され、上昇時では、下昇位置においてブレーキ装置によるブレーキが解除された後にモーターに電源が入り遮断桿が上昇を開始する、上降位置になるとモーターの電源が遮断されてブレーキ装置によるブレーキが掛かり上降位置で保持する仕組みとなっている。

### 遮断方式
踏切遮断機の種別には片側腕木式、両側腕木式、昇開式、引戸式、綱張式がある。電動の場合は「電動」を冠した名称となる。
なお、日本の旧基準では1925年（大正14年）に引掛式、上下式、引出式の3種が定められていた。また、1948年（昭和23年）には昇開式、片側腕木式、両側腕木式、引戸式、綱張式が定められた。

#### 腕木式

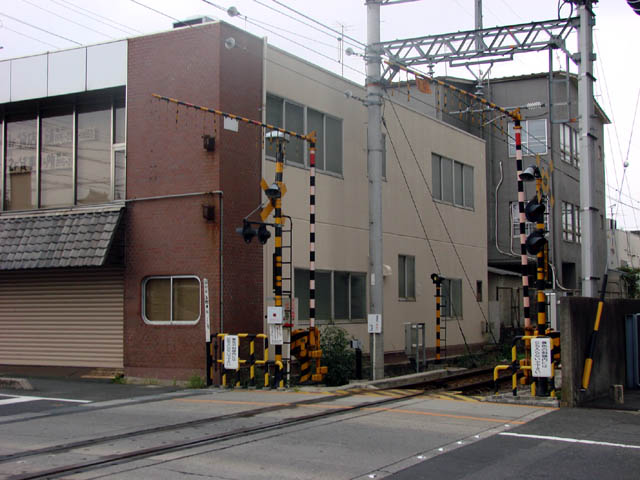
2段折れ形遮断桿（伊賀鉄道）

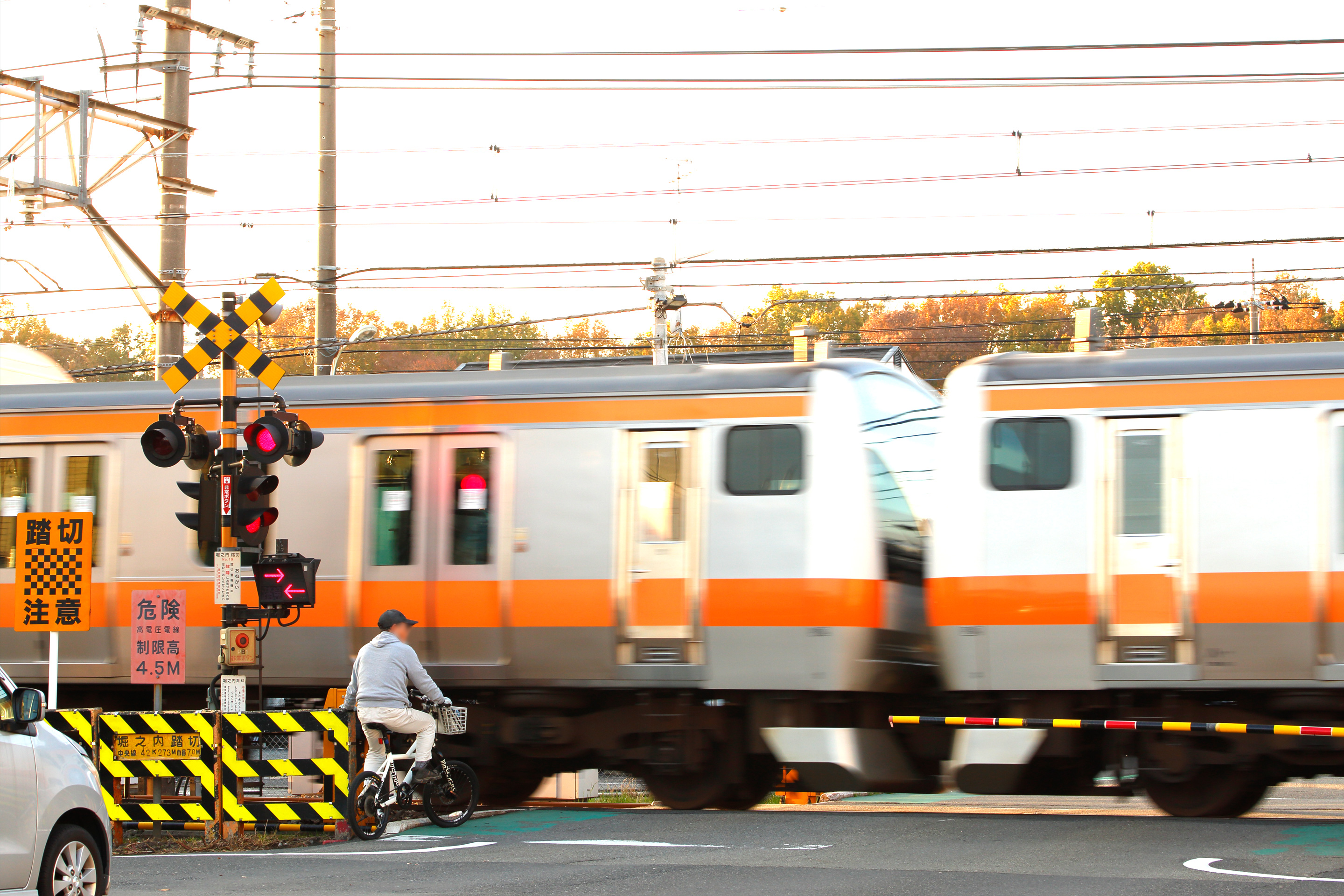
中央線快速の豊田 - 日野間で生じた遮断機の折損。
列車は警笛を鳴らしつつ最徐行で通過する。

腕木（遮断桿）を利用する踏切遮断機で最も多く採用されている遮断方式である。
踏切道の片側から道路を遮断する踏切遮断機を片側腕木式、踏切道の両側から道路を遮断する踏切遮断機を両側腕木式という。
遮断桿の長さは、昔は6mが主流であったが、道路整備の進展によって現在は8mが主流となっており、道幅が広い場合では、10-20mの範囲で遮断できる、「2段折れ形遮断桿」が採用されている踏切もある。
遮断桿は主に竹が使われてきたが、近年では繊維強化プラスチック (FRP) を使ったものが主流となってきている。日本では、ほとんどが黒と黄の縞模様であるが、最近では踏切事故防止のため、遮断桿の幅を大きくした「大口遮断桿」や赤白模様の遮断桿も使用されている。なお、日本国外の踏切では赤白模様が最も多く使われている。
なお、遮断桿が降り自動車が踏切内で立ち往生した場合には、そのままゆっくり遮断桿を押すように車両を進めていけば遮断桿が斜めに上がる「遮断桿折損防止器」が設置されている場合がある。この場合は容易に脱出することが可能である。
遮断桿が折れた場合は、安全確認のため列車が遅延してダイヤが乱れたりする場合が多い。
なお、常に踏切道を遮断しているもので、通行者が自力で遮断桿を持ち上げる形式のものは重力式と呼ばれることがある。社員専用通路などで使用されている。

#### 昇開式

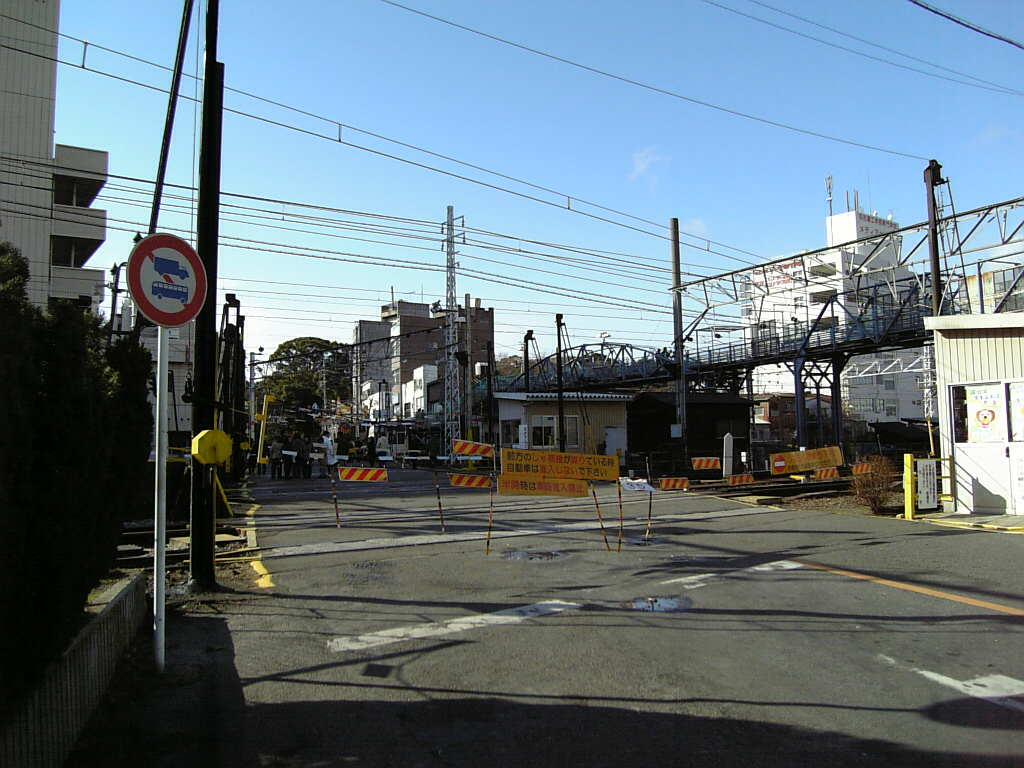
昇開式遮断機（名古屋鉄道）

昇開式は水平に張ったワイヤーをそのまま上下させる方式の踏切遮断機。踏切の両端に柱を設置して、柱にレールを取付けてワイヤーを張り、それが上下に動くことによって踏切道を遮断する。ワイヤーには踏切標板が取り付けられている。
腕木式では遮断できない幅の広い踏切道や、交通などに設置されているが、踏切内に人や自動車等が閉じ込められた時には、そこから脱出できないため、踏切警手が常駐する踏切に限られる。「2段折れ形遮断桿」の普及などにより、数は少なくなってきている。
なお、日本の1925年に定められた基準では桿類を上下して遮断する方式は上下式に分類されていた。

#### 引戸式
引戸式は扉（引戸）を左右に動かして開閉する踏切遮断機。なお、日本の1925年の基準では桿や戸を引き出して遮断する方式は引出式に分類されていた。

#### 綱張式
綱張式は綱や鎖などを左右に張る方式の踏切遮断機。なお、日本の1925年の基準では鎖や綱を引いて遮断する方式は引掛式に分類されていた。